# Zographetus
Zographetus là một chi bướm ngày thuộc họ Bướm nâu.

## Các loài
- Zographetus abima (Hewitson, 1877)
- Zographetus doxus Eliot, 1959
- Zographetus hainanensis Fang & Wan, 2007
- Zographetus kutu Eliot, 1959
- Zographetus ogygia (Hewitson, [1866])
- Zographetus ogygioides Elwes & Edwards, 1897
- Zographetus pallens de Jong & Treadaway, 1993
- Zographetus pangi Fan & Wang, 2007
- Zographetus rama (Mabille, [1877])
- Zographetus satwa (de Nicéville, [1884])